# Plehnia caeca
Plehnia caeca är en plattmaskart. Plehnia caeca ingår i släktet Plehnia och familjen Plehniidae.

## Underarter
Arten delas in i följande underarter:
- P. c. caeca
- P. c. oculifera